# Samish
Samish (pl. Samishes), pleme američkih Indijanaca porodice Salishan nastanjeno na Samish Bayu u Washingtonu i na otocima Samish, Guemes i sjeverozapadu otoka Fidalgo, odakle su kasnije nakon potpisivanja ugovora Point Elliott 81855) preseljeni na rezervat Lummi.

## Ime
Ime Samish kaže Swanton nije razjašnjeno, dok sufiks -mish, označava  'ljude' . Prema Philipsu ono je nastalo od Skagit riječi  'samens' , u značenju  "hunter; =lovac." 

## Sela
Swanton navodi pet ili šest sela, od kojih su se Gunguna'la i Nukhwhaiimikhl nalazili na otoku Guemes. Za posljednji naziv s Gibbsovog popisa iz (1877) smatra da bi mogao biti identičan selu Gunguna'la. Drugo Gibbsovo selo Aseakum bio identičan selu Atse'ked, koje Swanton locira na Samish Bayu. Na otoku Samish nalazila su se dva sela od kojih je jedno, Ehtseh'kun, bilo na Freestad Platu duž Alice Baya, i koje je imalo oko 300 stanovnika i gdje su Indijanci živjeli do 1875. Tu se nalazila i kuća bogatog i utjecajnog samishkog ribara xw?lxwált?n (“xwuhl-xwhal-tun”), poznatog među ranim naseljenicima kao Harry Samish, a koji je i sahranjen na ovom otoku nakon svoje smrti 6 lipnja 1899. Njegovi potomci i danas žive duž obale okruga Skagit kao članovi plemena Samish i Swinomish. Ostala sela su: Dikwi'bthl; Hwaibathl, na Anacortesu; i Kwalo'l, u Summit Parku na Fidalgo Bayu.

## Populacija
Populacija Samisha procijenjena je na 1,000 (1780) prema Mooneyu, uključujući Lummi i Nooksack Indijance, i broj im je sigurno višestruko umanjen, a Phillips procjenjuje da je broj Samisha bio oko 2,000.

## Povijest i kultura
Samishi pripadaju kulturnom području Sjeverozapadne obale, te su slični ostalim susjednim plemenima. Godine 1855. obuhvaćeni su ugovorom Point Elliott. Danas su jedno od 32 federalno priznata plemena u Washingtonu. 

## Vanjske poveznice
- History of The Samish Indian Nation  Arhivirana inačica izvorne stranice od 3. listopada 2006. (Wayback Machine)
- Samish Indian Nation
- Samish Tribal Profile  Arhivirana inačica izvorne stranice od 14. svibnja 2008. (Wayback Machine)